# کایرو مونتنوته
کایرو مونتنوته (به ایتالیایی: Cairo Montenotte) یک کومونه در ایتالیا است که در استان ساونا واقع شده‌است.

## خصوصیات
کایرو مونتنوته ۹۹٫۵ کیلومترمربع مساحت و ۱۳٬۲۰۹ نفر جمعیت دارد و ۳۳۰ متر بالاتر از سطح دریا واقع شده‌است.